# Бургуэн-Жальё (кантон)
Бургуэн-Жальё (фр. Canton de Bourgoin-Jallieu) — кантон во Франции, департамент Изер, регион Овернь — Рона — Альпы. INSEE код кантона — 3802.

## Географическое положение
Кантон расположен на севере департамента Изер. Бургуэн-Жальё граничит с кантонами департамента Изер: Л’Иль-д’Або (3814), Бьевр (3801), Ле-Гран-Лан (3808), Ла-Тур-дю-Пен (3824), Морестель (3817), Морестель (3817), Шарвьё-Шаваньё (3804) и Ла-Верпийер (3826).

## История кантона
Кантон Бургуэн был создан в XIX веке. Он был переименован в Бургуэн-Жальё 1 января 1967 году. Декретом от 24 января 1985 года он был разделён на кантоны Бургуэн-Жальё-Нор и Бургуэн-Жальё-Сюд.
По закону от 17 мая 2013 и декрету от 14 февраля 2014 года количество кантонов в департаменте Изер уменьшилось с 58 до 29. Новое территориальное деление департаментов на кантоны вступило в силу во время выборов 2015 года. Кантон Бургуэн-Жальё был воссоздан 22 марта 2015 года из 6 коммун расформированного кантона Бургуэн-Жальё-Нор, 8 коммун расформированного кантона Бургуэн-Жальё-Сюд, одной коммуны кантона Сен-Жан-де-Бурне. В 2015 год коммуны Эклоз и Бадиньер объединились в новую коммуну Эклоз-Бадиньер.

## Население
Согласно переписи 2012 года (считается население коммун, которые в 2015 году были включены в кантон) население Бургуэн-Жальё составляло 50 320 человека. Из них 26,3 % были младше 20 лет, 15,7 % — старше 65. 36,9 % населения не имело образования, 23,4 % имеет высшее образование.

## Экономика
Безработица на 2012 год составляло 9,6 %. Активное население (старше 15 лет) — 24 058 человек. Распределение населения по сферам занятости в кантоне: 0,9 % — сельскохозяйственные работники, 6,1 % — ремесленники, торговцы, руководители предприятий, 14,9 % — работники интеллектуальной сферы, 28,0 % — работники социальной сферы, 26,2 % — государственные служащие и 23,9 % — рабочие.

## Коммуны кантона
В кантон входят 14 коммун, из них главной коммуной является Бургуэн-Жальё. Все коммуны кантона находятся в округе Ла-Тур-дю-Пен.
| Коммуна                | Название по-французски   | Население, чел. (2012) | Площадь | Код INSEE |
| ---------------------- | ------------------------ | ---------------------- | ------- | --------- |
| Бургуэн-Жальё          | Bourgoin-Jallieu         | 26 773                 | 24,37   | 38053     |
| Домарен                | Domarin                  | 1431                   | 2,99    | 38149     |
| Лез-Эпарр              | Les Éparres              | 921                    | 7,95    | 38156     |
| Мерье                  | Meyrié                   | 1037                   | 3,43    | 38230     |
| Нивола-Вермель         | Nivolas-Vermelle         | 2407                   | 6,09    | 38276     |
| Рюй-Монсо              | Ruy-Montceau             | 4282                   | 20,81   | 38348     |
| Саланьон               | Salagnon                 | 1228                   | 8,21    | 38467     |
| Сен-Марсель-Бель-Аккёй | Saint-Marcel-Bel-Accueil | 1319                   | 18,23   | 38415     |
| Сен-Савен              | Saint-Savin              | 3697                   | 24,55   | 38455     |
| Сен-Шеф                | Saint-Chef               | 3588                   | 27,16   | 38374     |
| Серезен-де-ла-Тур      | Sérézin-de-la-Tour       | 925                    | 9,31    | 38481     |
| Сюксьё                 | Succieu                  | 719                    | 8,35    | 38498     |
| Шатовьен               | Châteauvilain            | 673                    | 8,82    | 38091     |
| Эклоз-Бадиньер         | Eclose-Badinières        | 1320                   | 16,28   | 38152     |

## Политика
Согласно закону от 17 мая 2013 года избиратели каждого кантона в ходе выборов выбирают двух членов генерального совета департамента разного пола. Они избираются на 6 лет большинством голосов по результату одного или двух туров выборов.
В первом туре кантональных выборов 22 марта 2015 года в Бургуэн-Жальё баллотировались 6 пар кандидатов (явка составила 48,85 %). Во втором туре 29 марта, Вансен Шрики и Эвелин Мишо были избраны с поддержкой 66,62 % на 2015—2021 годы. Явка на выборы составила 46,81 %.
| Мандат | Мандат | Кандидаты                       |                | Партия                              | Первый тур | Первый тур     | Второй тур | Второй тур |
| Мандат | Мандат | Кандидаты                       | Кол-во голосов | Партия                              | % голосов  | Кол-во голосов | % голосов  |            |
| ------ | ------ | ------------------------------- | -------------- | ----------------------------------- | ---------- | -------------- | ---------- | ---------- |
| 2015   | 2021   | Вансен Шрики и Эвелин Мишо      |                | Союз правых                         | 5134       | 32,90          | 9501       | 66,62      |
| 2015   | 2021   | Роберт Арло и Мишель Грек       |                | Национальный фронт                  | 4213       | 27,00          | 4760       | 33,38      |
| 2015   | 2021   | Ален Котталорда и Мериэм Йильма |                | Союз левых                          | 3541       | 22,69          | -          | -          |
| 2015   | 2021   | Фредерик Пенавер и Меди Сарауи  |                | Французская коммунистическая партия | 984        | 6,31           | -          | -          |
| 2015   | 2021   | Оливье Шанель и Силви Дюран     |                | Беспартийные                        | 931        | 5,97           | -          | -          |
| 2015   | 2021   | Жорж Оспиц и Лесли Гуссо        |                | Беспартийные левые                  | 803        | 5,15           | -          | -          |